# U-18 Junior World Cup 2006
U-18 Junior World Cup 2006 var en ishockeyturnering öppen för manliga ishockeyspelare under 18 år. Turneringen spelades 8 till 12 augusti 2006 i Břeclav, Tjeckien samt i Piešťany, Slovakien. Kanada segrade i turneringen genom att besegra USA i finalen med 3-0 och Ryssland slutade trea genom att vinna över Sverige med 4-1 i bronsmedaljmatchen.

## Gruppindelning
De åtta deltagande nationerna är indelade i två grupper:
- Grupp A i Břeclav, Tjeckien:  Finland,  Ryssland,  USA och  Tjeckien
- Grupp B i Piešťany, Slovakien:  Sverige,  Kanada,  Schweiz och   Slovakien

### Gruppspel A
Grupp A
| Datum           | Match               | Res.  | Perioder              | Spelort |
| --------------- | ------------------- | ----- | --------------------- | ------- |
| 8 augusti 2006  | USA - Finland       | 5 - 3 | 1-0, 1-1, 3-2         | Břeclav |
| 8 augusti 2006  | Tjeckien - Ryssland | 1 - 7 | 0-5, 0-2, 1-0         | Břeclav |
| 9 augusti 2006  | Ryssland - USA      | 2 - 4 | 1-2, 0-2, 1-0         | Břeclav |
| 9 augusti 2006  | Tjeckien - Finland  | 5 - 1 | 0-0, 1-0, 4-1         | Břeclav |
| 10 augusti 2006 | Finland - Ryssland  | 2 - 3 | 2-1, 0-0, 1-2         | Břeclav |
| 10 augusti 2006 | Tjeckien - USA      | 3 - 4 | 0-2, 2-0, 1-1, 0-1 ot | Břeclav |

| Grupp A  | Matcher | Vunna | Oavgjorda | Förlorade | Mål  | Poäng |
| -------- | ------- | ----- | --------- | --------- | ---- | ----- |
| USA      | 3       | 2     | 1         | 0         | 11-7 | 8     |
| Ryssland | 3       | 2     | 0         | 1         | 12-7 | 6     |
| Tjeckien | 3       | 1     | 1         | 1         | 9-12 | 4     |
| Finland  | 3       | 0     | 0         | 3         | 5-11 | 0     |

### Gruppspel B
Grupp B
| Datum           | Match               | Res.  | Perioder                       | Spelort  |
| --------------- | ------------------- | ----- | ------------------------------ | -------- |
| 8 augusti 2006  | Kanada - Schweiz    | 5 - 3 | 3-1, 0-2, 2-0                  | Piešťany |
| 8 augusti 2006  | Slovakien - Sverige | 1 - 2 | 0-1, 0-0, 1-0, 0-0, 0-1 e.str. | Piešťany |
| 9 augusti 2006  | Sverige - Kanada    | 1 - 4 | 1-1, 0-1, 0-2                  | Piešťany |
| 9 augusti 2006  | Slovakien - Schweiz | 1 - 2 | 0-0, 1-1, 0-1                  | Piešťany |
| 10 augusti 2006 | Schweiz - Sverige   | 3 - 5 | 0-1, 1-1, 2-3                  | Piešťany |
| 10 augusti 2006 | Slovakien - Kanada  | 1 - 4 | 1-1, 0-2, 0-1                  | Piešťany |

| Grupp B   | Matcher | Vunna | Oavgjorda | Förlorade | Mål  | Poäng |
| --------- | ------- | ----- | --------- | --------- | ---- | ----- |
| Kanada    | 3       | 3     | 0         | 0         | 13-5 | 9     |
| Sverige   | 3       | 1     | 1         | 1         | 8-8  | 5     |
| Schweiz   | 3       | 1     | 0         | 2         | 8-11 | 3     |
| Slovakien | 3       | 0     | 1         | 2         | 3-8  | 1     |

## Finalomgång
| Datum              | Match               | Res.  | Periodres.    | Spelort  |
| ------------------ | ------------------- | ----- | ------------- | -------- |
| Match om 7:e plats |                     |       |               |          |
| 12 augusti 2006    | Finland - Slovakien | 2 - 5 | 1-0, 1-0, 0-5 | Piešťany |
| Match om 5:e plats |                     |       |               |          |
| 12 augusti 2006    | Tjeckien - Schweiz  | 3 - 1 | 0-0, 1-1, 2-0 | Břeclav  |
| Bronsmatch         |                     |       |               |          |
| 12 augusti 2006    | Ryssland - Sverige  | 4 - 2 | 2-1, 1-1, 1-0 | Piešťany |
| Final              |                     |       |               |          |
| 12 augusti 2009    | USA - Kanada        | 0 - 3 | 0-1, 0-1, 0-1 | Břeclav  |

## Slutställning
| 2006   | 2006      |
| ------ | --------- |
| Guld   | Kanada    |
| Silver | USA       |
| Brons  | Ryssland  |
| 4.     | Sverige   |
| 5.     | Tjeckien  |
| 6.     | Schweiz   |
| 7.     | Slovakien |
| 8.     | Finland   |